# Marina Schapers
Marina Alieda Schapers (Rotterdam, 14 de gener, 1938 - Skyros (Grècia), 26 de juliol, 1981), va ser una actriu neerlandesa. Va viure molts anys amb el compositor Peter Schat.

## Biografia
Schapers va debutar com a actriu al "Rotterdam Theatre" l'any 1961 amb la representació Cyrano de Bergerac d'Edmond Rostand. Va fer papers esporàdics al teatre; el seu darrer paper va ser a la temporada 1964/1965 a la comèdia holandesa a L'Òpera de Tres Rals. de Bertold Brecht.
Marina Schapers va morir a Grècia als 43 anys després de caure per un barranc. Schapers, Schat i el seu fill Bastiaan estaven allà de vacances amb la núvia de Schapers, Kitty Courbois, i la seva filla Gijsje. El dimecres 5 d'agost de 1981 va ser enterrada al cementiri de Zorgvlied a Amsterdam. Durant la cerimònia prèvia al funeral, a l'auditori de Zorgvlied es va interpretar el lament de Peter Schat Cant General per Lucia Meeuwsen, Reinbert de Leeuw i Vera Beths. No es parlava.
Les circumstàncies que envolten la mort de Schapers van formar el punt de partida de la novel·la Lucifer de Connie Palmen el 2007.

## Nom
Hi ha certa incertesa sobre l'ortografia del seu segon nom. Segons la seva targeta personal als arxius de la ciutat d'Amsterdam, que pren els noms complets del certificat de naixement, es tracta de "Marina Alieda". La seva tomba també diu "Marina Alieda", però els obituaris publicats a NRC Handelsblad indiquen "Marina Aleida" i "Marina Alida" i algunes obres de referència donen "Marina Alida".

## Televisió
- Waaldrecht, episodi Parlar és or (1973/1974, VARA)
- Dobles masculí (1980/1981, TROS)

## Pel·lícula
- Heart beat fresco  (1966, Pim de la Parra)
- Liefdesbekentenissen Confessions d'amor) (1967, Wim Verstappen)
- The Nasdalko family by the shore (La família Nasdalko a la vora (1969, Barbara Meter)
- Behind Glass (1981, Ab van Ieperen)